# Ausszai szultánság
Az Aussa Szultánság egy kisebb, tengerpartal nem rendelkező kelet-afrikai ország volt. Északon Olaszország Eritrea gyarmatával, keleten Franciaország francia Szomáliföld gyarmatával, nyugaton és délen pedig Etiópiával volt határos.

## Történelme
A távoli társadalmat hagyományosan kiskirályságokra osztották, mindegyiket a saját szultánja uralja.
Az ausszai imámátust 1577-ben a Harar Szultánságból és az Adal Szultánságból alakult ki, amikor Mohamed Jasa fővárosát Hararból Ausszába (Asaita) helyezte át az Adal Szultánság Aussára és Harari Szultánságra szakadásával.
1647-ben a Harar Emirátus uralkodói elszakadtak, hogy megalakítsák saját államukat. Awsa imátust később a helyi Mudaito Afar elpusztította 1672-ben. Az Awsa Imamate halálát követően a Mudaito Afarok megalapították saját királyságukat, az Aussa Szultánságot. Valamikor 1672 után Aussza visszautasította Umar Din bin Adam imám trónra lépését.
1734-ben Data Kadafo, az afarok vezetője, a Mudaito klán feje ragadta magához a hatalmat, és megalapította a Mudaito-dinasztiát. Ez egy új, kifinomultabb állam kezdetét jelentette, amely a terület európai gyarmatosításáig állt fenn. A szultán elsődleges szimbóluma egy ezüstbotot, amelyről úgy tartották, mágikus erővel rendelkezik. A szultánság befolyása kiterjedt a mai Eritrea területén található Danakil-alföldre is.
15 év uralkodás után Kadafo fia, Muhammad Kedafu vette át a szultánságot. Muhammäd Kadafo három évtizeddel később saját fiának, Aydahisnak hagyta a trónt, aki huszonkét évig uralkodott. Richard Pankhurst szerint ezek a modern mércével mérve viszonylag hosszú uralkodási időszakok bizonyos fokú politikai stabilitásra utaltak az államon belül.
Mahammad ibn Hanfadhe szultán 1875-ben legyőzte és megölte Werner Munzingert, aki egy egyiptomi hadsereget vezetett Etiópiába.
1865-ben az újonnan egyesült Olaszország megvásárolta Assebet egy helyi szultántól (amely 1890-ben Eritrea gyarmatává vált), és Mahammad szultánt több szerződés aláírására késztette az országgal. Ennek eredményeként II. Menelik etióp császár hadsereget állomásozott Aussa közelében, hogy "bizonyosodjon arról, hogy Awsa szultánja nem tartja be az Olaszországgal való teljes együttműködésre vonatkozó ígéretét" az első olasz–etióp háború során.
A második olasz-etióp háború alatt Mahammad Yayyo szultán (Mohammed Hanfade illalta unokája) beleegyezett, hogy együttműködjön az olasz megszállókkal. 1936. április 1-jére az olasz csapatok befejezték a francia Szomálifölddel határos gazdag Aussa Szultánság megszállását. Ennek eredményeként 1943-ban az újratelepített etióp kormány katonai expedíciót küldött, amely elfogta Muhammad Yayyo szultánt, és egyik rokonát szultánná tette.

## Szultánok
- Kandhafo (uralkodása: 1734–1749).
- Kadhafo Mahammad ibn Kadhafo. (uralkodása: 1749–1779).
- Aydahis ibn Kadhafo Mahammad (uralkodása: 1779–1801).
- Aydahis ibn Mahammad ibn Aydahis (uralkodása: 1801–1832).
- Hanfadhe ibn Aydahis (uralkodása: 1832–1862).
- Mahammad "Illalta“ ibn Hanfadhe (uralkodása: 1862–1902).
- Mahammad ibn Aydahis ibn Hanfadhe (uralkodása: 1902–1910).
- Yayyo ibn Mahammad ibn Hanfadhe (uralkodása: 1902–1927).
- Mahammad Yayyo (uralkodása: 1927–1944).
- Alimirah Hanfare (uralkodása 1944–1975, 1991–2011).
- Hanfare Alimirah (uralkodása: 2011–2020).
- Ahmed Alimirah (uralkodása: 2020– napjainkig).